# توماس الكسندر هاريس
توماس الكسندر هاريس (بالإنجليزية: Thomas Alexander Harris)‏ هو سياسي أمريكي، ولد في 1826 في مقاطعة وارين في الولايات المتحدة، وتوفي في 9 أبريل 1895 في مقاطعة أولدهام في الولايات المتحدة. انتخب عضو مجلس نواب ولاية ميسوري.